# Malvaglia
Malvaglia foi uma comuna da Suíça, no Cantão Tessino, com cerca de 1.234 habitantes. Estendia-se por uma área de 80,09 km², de densidade populacional de 15 hab/km². Confinava com as seguintes comunas: Acquarossa, Aquila, Biasca, Hinterrhein (GR), Ludiano, Mesocco (GR), Rossa (GR), Semione, Torre. A língua oficial nesta comuna era o Italiano.

## História
Em 1 de abril de 2012, passou a formar parte da nova comuna de Serravalle.